# 一千零一夜 (2015年電影)
《一千零一夜》（葡萄牙語：As Mil e uma Noites）是葡萄牙導演米格爾·戈麥斯於2015年的電影作品，由葡、法國、德國、瑞士四國共同出資製作，本電影並非完全改編自阿拉伯名著《一千零一夜》，僅是取其敘事結構。本片充滿魔幻色彩，冷調而幽默，並藉由這些故事批評葡萄牙政府在歐洲財政危機時採取的撙節政策。
本片於第68屆坎城影展導演雙週單元首映，其第二部分《一千零一夜II：孤獨之人》被選為葡萄牙代表參與奧斯卡最佳外語片獎。

## 劇情
皇后雪蘭莎德為避免被國王殺死，每天晚上告訴他精彩的故事，讓國王捨不得殺死她；這些故事包括勃起的男人、公雞與火焰、壯游、正在逃亡的「沒有心肝」的西蒙、為大家評斷是非的女法官、小狗迪克西的主人們、業餘捕鳥人舉辦的燕雀歌唱比賽等。

## 外部連結
- 官方网站
- 互联网电影数据库（IMDb）上《一千零一夜I：不安之人》的资料（英文）
- 互联网电影数据库（IMDb）上《一千零一夜II：孤獨之人》的资料（英文）
- 互联网电影数据库（IMDb）上《一千零一夜III：迷醉之人》的资料（英文）